# MAB PA-15
MAB PA-15（MAB Pistolet Automatique 15）は、1970年代にフランスのマニュファクチュール・アルメ・ド・バヨンヌ（MAB）で開発された自動式拳銃である。

## 概要
ハンマー露出型、シングルアクション方式の自動式拳銃であり、スライドとバレルのロッキング機構は自動式拳銃としては珍しいターンバレル方式、作動方式はディレードブローバック方式である。
マニュアルセフティはフレーム左側面に配置されている。また、マガジンセフティを内蔵しており、マガジン取り外し時にはチャンバーに弾薬が装填されていても射撃できないようになっている。
フランス軍と機動警察の一部で採用されたほか、輸出も行われた。フランス軍制式拳銃のトライアルにも提出されたが、作動方式が開発当時としてもやや旧式だったシングルアクション方式だった事もあって、イタリア製のベレッタ92Gに敗北している。

## 派生型
PA-15 PAP F1
ロングバレルとロングスライドを備えた射撃競技用ピストル。フランス軍で採用されている。

## 運用国
- ブルキナファソ[5]
- コートジボワール[5]
- ジブチ[5]
- フランス - フランス軍、機動警察[3]
- ガボン[5]
- マダガスカル[5]
- モーリタニア[5]
- モロッコ[5]
- ニジェール[5]
- ルワンダ[5]
- セネガル[5]
- トーゴ[5]
- チュニジア[5]